# 尖叶鸟舌兰
尖叶鸟舌兰（学名：Ascocentrum pumilum）为兰科鸟舌兰属下的一个种。

## 扩展阅读
- 維基物種上的相關：尖叶鸟舌兰